# مردم کشمیری

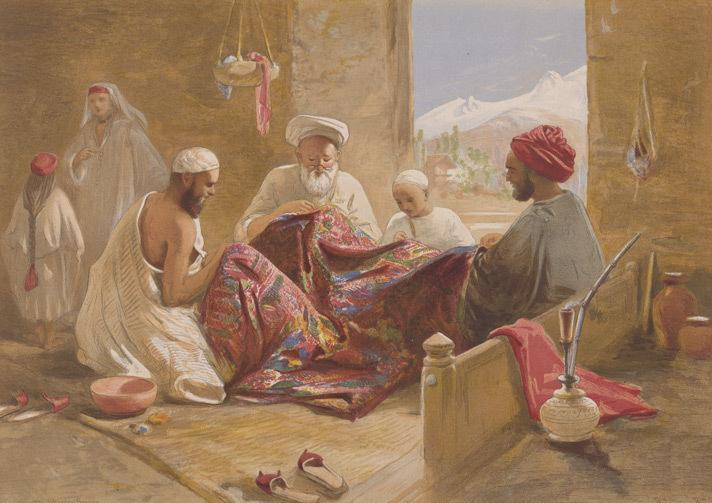
خانواده مسلمان شال باف کشمیری

مردم کشمیری مردمانی داردی زبان ، آریایی تبار هستند که ساکن ایالت سابق کشمیر هند هستند یا ریشه در آن منطقه دارند. ایالت سابق کشمیر امروز منطقه تحت مناقشه است و شامل ایالت هندی جامو و منطقه کوچک پاکستانی کشمیر آزاد  است . بسیاری از مردم کشمیری‌تبار در بخش سفلای و بخش راولپندی و پنجاب پاکستان و پوتهار زندگی می‌کنند و گروه قومی برجسته‌ای را تشکیل می‌دهند.

## تاریخچه
اولین نشانه‌های شناخته شده از دوران نوسنگی در دره کشمیر به حدود ۳۰۰۰ سال پیش از میلاد بازمی‌گردد. مهم‌ترین این آثار در بورازهم قرار دارند. در دوره ودایی پسین، قبیله اوتارا-کورو در کشمیر ساکن شدند. در زمان سلطنت آشوکا (۳۰۴-۲۳۲ پ.م.)، کشمیر بخشی از امپراتوری مائوریا شد و شهر سرینگاری (سرینگر) ساخته شد. کانیشکا (۱۲۷-۱۵۱ میلادی)، امپراتور کوشانی، کشمیر را فتح کرد. در قرن هشتم، در دوران امپراتوری کارکوتا، کشمیر به عنوان یک امپراتوری قدرتمند رشد کرد. لالیتادیتا موکتاپیدا، یاشووارمان از کانیاکوبجا را شکست داد و پادشاهی‌های شرقی ماگادها، کاماروپا، گائودا و کالینگا را فتح کرد. او همچنین عرب‌های سند شکست داد. دودمان اوتپالا، که توسط آوانتیوارمان تأسیس شد، پس از آن کارکوتاس به قدرت رسید. ملکه دیدا، که از نسل هندو شاهان اودابانداپورا از طرف مادرش بود، در نیمه دوم قرن دهم به عنوان حاکم به قدرت رسید. پس از مرگ او در سال ۱۰۳ میلادی، دودمان لوهارا بر این منطقه حکومت کرد.
در سال ۱۳۳۹ میلادی، شاه میر حاکم کشمیر شد و دودمان شاه میر را تأسیس کرد. در دوران سلطنت دودمان شاه میر، اسلام در کشمیر گسترش یافت. از ۱۵۸۶ تا ۱۷۵۱ میلادی، شاهنشاهی گورکانی بر کشمیر حکومت می‌کرد. امپراتوری درانی نیز از ۱۷۴۷ تا ۱۸۱۹ میلادی بر این منطقه حکومت می‌کرد. سیک‌ها به رهبری رانجیت سینگ، در سال ۱۸۱۹ میلادی کشمیر را ضمیمه قلمرو خود کردند. در سال ۱۸۴۶، پس از جنگ اول سیک و انگلیس، پیمان لاهور امضا شد و با خرید این منطقه از کمپانی هند شرقی بریتانیا تحت پیمان آمریتسار، راج جامو، گلاب سینگ، حاکم کشمیر شد. حکومت دودمان دوگرا که دست نشانده بریتانیا بودند، تا سال ۱۹۴۷ ادامه داشت، زمانی که ایالت شاهزادگی جامو و کشمیر بخشی از هند شد. هم اکنون این منطقه، یک منطقه مورد مناقشه است که توسط سه کشور هند، پاکستان و جمهوری خلق چین اداره می‌شود.

## پراکندگی جغرافیایی
حدود ۶.۸ میلیون نفر به زبان کشمیری و گویش‌های مرتبط با آن در جامو و کشمیر و یا در میان دیاسپورای کشمیری در ایالت‌های دیگر هند صحبت می‌کنند. اکثر کشمیری‌ها در دره کشمیر و مناطق دیگر جامو و کشمیر ساکن هستند. در دره کشمیر، آن‌ها اکثریت جمعیت را تشکیل می‌دهند.
تقریباً پنج درصد از جمعیت ایالت کشمیر آزاد پاکستان، به زبان کشمیری صحبت می‌کنند. طبق سرشماری ۱۹۹۸ پاکستان، ۱۳۲،۴۵۰ نفر در ایالت کشمیر آزاد به زبان کشمیری صحبت می‌کردند. گویشوران بومی این زبان در سراسر کشمیر آزاد، به‌ویژه در مناطق مظفرآباد (۱۵ درصد)، نیلم (۲۰ درصد) و هتیان (۱۵ درصد) پراکنده بودند. اقلیت‌های بسیار کوچک نیز در حویلی (۵ درصد) و باغ (۲ درصد) حضور دارند. گویش کشمیری که در مظفرآباد صحبت می‌شود، با گویش دره نیلم در شمال متفاوت است، اما هنوز هم برای یکدیگر قابل فهم هستند. در دره نیلم، کشمیری دومین زبان رایج، و زبان اکثریت در حداقل یک دوجین روستا است، و در حدود نیمی از این روستاها، تنها زبان مادری است. گویش کشمیری نیلم به گویش صحبت شده در شمال دره کشمیر، به‌ویژه کپواره، نزدیک‌تر است. در سرشماری ۲۰۱۷ پاکستان، حدود ۳۵۰،۰۰۰ هزار نفر زبان اول خود را کشمیری اعلام کردند.
طبق گفته زبان‌شناس طارق رحمان، فرآیندی از دگرگونی زبانی در میان گویشوران کشمیری در ایالت کشمیر آزاد قابل مشاهده است، زیرا آن‌ها به تدریج گویش‌های محلی مانند پاهاری-پوتواری، هندکو را اتخاذ می‌کنند یا به سمت زبان مشترک اردو حرکت می‌کنند. این امر منجر به پیشرفت این زبان‌ها و تضعیف زبان کشمیری شده است. درخواست‌هایی برای ارتقای زبان کشمیری در سطح رسمی وجود داشته است؛ در سال ۱۹۸۳، کمیته زبان کشمیری توسط دولت برای حمایت از زبان کشمیری و تدریس آن در سطح مدرسه تأسیس شد. با این حال، تلاش‌های محدود برای معرفی این زبان موفقیت‌آمیز نبوده است و مسلمانان کشمیری زبان اردو را به عنوان نماد هویت خود می‌بینند، نه زبان کشمیری را، در نتیجه طارق رحمان نیز معتقد است که تلاش‌ها برای سازماندهی یک جنبش زبان کشمیری با ماهیت پراکنده جامعه گویشوران کشمیری در کشمیر آزاد به چالش کشیده شده است.

## زبان
بنا به تحقیقات انجام شده توسط موسسه بین‌المللی یوسی‌ال‌ای، زبان کشمیری، زبانی از شاخه شمال غربی زبان‌های داردی از زبان‌های هندواروپایی و شاخه‌ای از زیر خانواده زبان‌های هندوایرانی است. با این حال توافقی جهانی بر سر نسب این زبان موجود نیست.
زبان کشمیری یکی از ۲۲ زبان رسمی هند است. این زبان بخشی از جدول هشتم قانون اساسی سابق جامو و کشمیر بود. همراه با سایر زبان‌های منطقه‌ای ذکر شده در جدول ششم، و همچنین هندی و اردو، زبان کشمیری قرار بود در ایالت توسعه یابد.
زبان فارسی در قرن چهاردهم تحت تأثیر اسلام به عنوان زبان رسمی در کشمیر استفاده شد. در سال ۱۸۸۹ در دوران حکومت دوگرا جای خود را به اردو داد. در سال ۲۰۲۰، کشمیری برای اولین بار به عنوان زبان رسمی در قلمرو اتحادیه جامو و کشمیر شد.
کشمیری با پگالی و کشتواری که در کوه‌های جنوب دره کشمیر صحبت می‌شوند، ارتباط نزدیکی دارد و گاهی اوقات در شمار گویش‌های کشمیری محسوبشان می‌کنند.

## فرهنگ
مردم کشمیر فرهنگ بسیار جداگانه دارند و مردم کشمیر در شمالی ترین منطقه جنوب آسیا قرار دارند که از لحاظ فرهنگی کاملا با هندو های هند و پنجابی ها پاکستان متفاوت هستند و از لحاظ نژاد با مردم هند و پاکستان متفاوت هستند و تبار آریایی دارند. 
مردم کشمیر سال هاست که به خاطر مناقشات دو کشور و هند و پاکستان رنج میبرند و هر دو کشور سر این منطقه نزاع و جنگ دارن باعثی که مردم این منطقه خود را کشمیری میدانند. و حتی از لحاظ پوشش و فرهنگ و زبان ریشه آریایی دارند. حتی بیشتر آیین ها کهن باستانی را حفظ کرده اند.
ساختارار اجتماعی بر پایه خانواده گسترده است. اما شبکه خویشاندی گسترده تر برادری و اثرات اش بر روابط و بسیج عمومی به همان اندازه اهمیت دارد. خانواده گسترده به عنوان واحد تصمیم سازی با احترام به روابط اعضایش با جامعه بزرگ تر از اهمیت بنیادی برخوردار است. نهاد برادری چارچوب جمعی مفیدی، جهت رفاه متقابل ایجاد می‌کند که از طریق یاری و همکاری در حوزه‌های اجتماعی، اقتصادی و سیاسی به دست می‌آید و همچنین حس تعلق و اعتماد به نفس جمعی را تقویت می‌کند.

### موسیقی
انواع سنتی موسیقی کشمیر عبارتند از صوفی کلام، وان‌وون، چاکری، هنزائه و لادیشاه.
برخی از سازهای موسیقی مورد استفاده در کشمیر عبارتند از رباب، تمبک و سنتور.
یک فرم رقص سنتی که معمولاً توسط زنان در مراسمی مانند ازدواج و سایر مراسم اجتماعی اجرا می‌شود، روف است.

### غذا
گوشت و برنج غذاهای محبوب در میان کشمیری‌ها هستند، برنج به عنوان غذای اصلی در نظر گرفته می‌شود.
نون چای یا شیر چای و قهوه نوشیدنی‌های کشمیر هستند.
وزوان یک غذا در کشمیر است که توسط آشپزهای ماهری به نام وزا تهیه می‌شود.
کشمیر همچنین به خاطر سنت‌های پخت خود شناخته شده است. شیرمال، باقرخانی (خمیر پفکی)، لواش (نان بدون مخمر)، تسوچور (نان سخت به شکل بغل) و کولچه از نان‌های پخته محبوب هستند.

## اسلام آوردن
اسلام که در تمامی مناطق اطراف کشمیر را رواج یافته بود، به تدریج در کشمیر نیز وارد شد. در سده ۱۴ میلادی اسلام به تدریج دین غالب در دره کشمیر شد، این مسئله در ۱۳۲۳ میلادی، با مسلمان شدن ریچانا نخستین پادشاه از سلسله جدیدی از لداخ که توسط عارف مشهور بلبل شاه اسلام آورده بود آغاز شد. پس از اسلام آوردن او نام ملک صدر الدین را بر خود نهاد. او به زودی توسط کشمیری‌ها به قتل رسید. جمعیت عمده برهمنهای کشمیر (پاندیت‌ها) اسلام آوردند، و جمعیت اندکی از ایران و افغانستان در کشمیر ساکن شدند. بسیاری از این مردم هویت خود را حفظ کرده‌اند. مسلمانان و هندوهای کشمیر تحت سنت‌های صوفی و رشی کشمیر در همسازی نسبی می‌زیستند. حاکمان دیگر کشمیر مانند سلطان زین الدین همانند اکبر درباره همه ادیان بردبار بودند. در اواخر سده ۱۸ میلادی در سلطنت عالمگیر بسیاری از مردم به اسلام گرویدند. امروزه بسیاری از این مردم مسلمان هستند البته برخی از پاندیت‌های کشمیر پیرو آیین هندو هستند.